# Paul Michael Stephani
Paul Michael Stephani (8 de septiembre de 1944 – 12 de junio de 1998) fue un asesino serial estadounidense. Fue también conocido como el Asesino de la Voz Llorosa debido a una serie de llamadas telefónicas que hacía al 911, anónimamente informando sus delitos con una voz aguda y angustiada. Stephani asesinó a cuatro mujeres en el Área metropolitana de Minneapolis-Saint Paul.

## Crímenes
Sus delitos comenzaron después del atardecer, en Eve el Año Nuevo de 1980. Golpeó brutalmente a Karen Potack con una barra de hierro y la violó, mientras caminaba a su casa después de una fiesta de Año Nuevo en Prescott, Wisconsin;curiosamente ella tenía puesto un vestido rojo. Potack recibió una profunda cuchillada en la garganta. Sobrevivió, pero con daños casi mortales en su cara, cabeza, y garganta, y tardó en recuperarse del trauma cerebral que sufrió durante el ataque. Stephani era conocido como el "Asesino de la Voz Llorosa" por sus emocionales llamadas telefónicas a la policía. Las llamadas empezaron después de la agresión hacia Karen Potack. Stephani llamó policía a las 3 a. m. para informar el ataque. Con una voz quebrada, pidiendo a la policía darse prisa hacia las vías del tren, y luego dijo: "Hay una chica lastimada." Después de apuñalar a Kimberly Compton el 3 de junio de 1981, contactó con la policía declarando: "Maldita sea,   ¿pueden encontrarme? Acabo de matar a alguien con un picahielo. No puedo detenerme. Continúo matando gente." Dos días más tarde llamó a la policía para decir que estaba arrepentido de asesinar a Compton y se iba a entregar, pero nunca lo hizo. En cambio, el 6 de junio llamó para decirles a los periódicos que algunas de las informaciones sobre los asesinatos eran inexactas. Su próxima llamada se realizó el 11 de junio. Llorando nuevamente, con una voz apenas coherente dijo: "lamento mucho lo que le hice a Compton." No hubo ninguna llamada tras la muerte de Greening, pero el asesino contactó a la policía por el asesinato de Simons:"Por favor no hable. Solo escuche. Siento haber matado a esa mujer. La apuñalé 40 veces. Kimberly Compton fue mi primera víctima en St. Paul."
Stephani recogió a una mujer de 21 años llamada Denise Williams el 21 de agosto de 1982. La apuñaló varias veces con un destornillador. Durante el ataque, Williams golpeó a Stephani en la cabeza con una botella. Cuándo regresó a su casa en un apartamento, se dio cuenta de que estaba sangrando mucho y buscó ayuda médica. La llamada le enlazó al ataque de Williams. Más tarde una investigación de rutina conectó a Stephani con el asesinato de Simons.

## Juicio
Durante el juicio a Stephani tras el caso de la muerte de Simons, la exesposa, la hermana y una mujer que vivió con el acusado, testificaron creyendo que quién realizaba esas llamadas histéricas, que revelaban los ataques era Stephani. Aquellas observaciones, por sí solas, no fueron suficientes para identificar a Stephani como el Asesino de la Voz Llorosa ya que el llanto histérico distorsionaba la voz. Stephani fue condenado por el asesinato de Simons y por el intento de homicidio hacia Williams y fue sentenciado a 40 años de cárcel. Falleció de cáncer de piel en prisión en 1998.

## Confesiones posteriores
La confesión de Stephani casi 20 años después del primer asesinato, permitió a la policía de manera oficial conectar los asesinatos y llamadas. Confesó la (1) golpiza hacia Potack en 1980, (2) que apuñaló hasta matar a Kimberly Compton 1981, (3) el apuñalamiento hacia Kathleen Greening en 1982, (4) el asesinato de Barbara Simons en 1982, y (5) el apuñalamiento de Denise Williams en 1982.